# Battiti per minuto
| Andamento   | tempo         |
| ----------- | ------------- |
| Largo       | 40-60 bpm     |
| Larghetto   | 60-66 bpm     |
| Adagio      | 66-76 bpm     |
| Andante     | 76-108 bpm    |
| Moderato    | 108-120 bpm   |
| Allegro     | 120-168 bpm   |
| Presto      | 168-200 bpm   |
| Prestissimo | 200-208 bpm   |
| A tempo     | bpm specifico |

I battiti per minuto (bpm) sono l'unità di misura di frequenza, usata principalmente per l'indicazione di quante pulsazioni ci sono in un minuto in musica e per la misura della frequenza cardiaca.
A volte viene usata erroneamente l'espressione battute per minuto, ma questa è sbagliata in quanto il termine battuta indica la serie metrica compresa tra le stanghette del rigo musicale (misura) e non un singolo battito (collegamento improprio tra bpm e unità ritmica).
A seconda dell'indicazione nello spartito, un bpm potrebbe corrispondere ad una semiminima (tipicamente se i movimenti corrispondono a quarti) o ad una croma nel caso di ottavi.
In musica l'indicazione bpm è un sinonimo di derivazione anglosassone dell'indicazione MM, acronimo di Metronomo Mälzel. Ad esempio 60 bpm indica una frequenza di 60 battiti o pulsazioni al minuto, ovvero uno al secondo, ed è quindi equivalente a 1 Hz.
In musica classica tradizionalmente si utilizzano indicazioni di andamento come allegro o lento che comunque hanno un corrispettivo indicativo metronomico e solo raramente si utilizza l'indicazione a tempo seguito dai bpm (o più correttamente MM).
Nella musica contemporanea è molto più frequente trovare l'indicazione dei bpm.
I bpm divennero molto importanti nel periodo della disco music perché era fondamentale per i DJ poter mixare i brani con un tempo compatibile; rimangono quindi molto utili nella musica da discoteca, club o rave più recente come la musica house o la musica techno.

Prime due misure della Sonata K. 331 di Mozart, con indicazione del tempo "Andante grazioso" e moderna indicazione metronomica: " = 120"

La durata in secondi della pulsazione di un brano (semiminima o croma o comunque la durata della nota che corrisponde al tempo base del brano o movimento) si ottiene dividendo 60 per il numero di bpm. In pratica, in un brano in 44 a 88 bpm un quarto dura 0,68 secondi.

## Esempi per genere musicale
- Hip hop e funk: 70 - 110 bpm
- Reggaeton: 80 - 110 bpm
- Disco music: 110 - 140 bpm
- House: 120 - 130 bpm
- Dance: 120 - 145 bpm
- Trance: 125 - 150 bpm
- Progressive house: 128 - 140 bpm
- Hi-NRG: 130 - 140 bpm
- Dubstep: 140 - 150 bpm
- Punk: 150 - 200 bpm
- Drum'n'Bass: 160 - 185 bpm
- Hardcore: 160 - 250 bpm
- Metal estremo: 200 - 300 bpm
- Speedcore: 200 - 1000 bpm